# Cross Plains, Texas
Cross Plains là một thị trấn thuộc quận Callahan, tiểu bang Texas, Hoa Kỳ. Năm 2010, dân số của thị trấn này là 982 người.

## Dân số
- Dân số năm 2000: 1068 người.
- Dân số năm 2010: 982 người.